# Two Weeks Notice
Two Weeks Notice is een romantische komedie uit 2002 geregisseerd door Marc Lawrence.

## Verhaal
Lucy Kelson (Sandra Bullock) is een activistische milieuadvocate, opgeleid aan de Harvard-universiteit in New York. George Wade (Hugh Grant) is een miljonair die alles heeft maar niets kent. Hij is wel het visitekaartje van Wade Corporation, een ontwikkelingsmaatschappij die zich vooral bezighoudt met onroerend goed. Wanneer de maatschappij een gebouw uit Lucy's jeugd wil slopen, probeert Lucy dat te voorkomen. George is op zoek naar een goede jurist en ontmoet Lucy tijdens het conflict tussen Wade Corporation en Lucy. Hij biedt aan dat Lucy voor hem komt werken in ruil voor het behoud van het gebouw. Wade Corporation is echter de vertegenwoordiging van alles waar Lucy tegen vecht en daarom de vijand. Toch gaat ze overstag, omdat daardoor het gebouw blijft bestaan en ze hoopt dat ze door voor Wade te werken van binnenuit meer kan bereiken dan als buitenstaander. George vraagt haar echter ook voor alle mogelijke niet-juridische zaken, zoals zijn kledingkeuze en het interieur van zijn huis. Wanneer hij haar tijdens een voor haar belangrijke bruiloft voor een dringende zaak oproept, blijkt het dat hij niet kan kiezen welke kleding hij aan moet trekken. Lucy heeft er genoeg van en neemt ontslag. Ze geeft George twee weken de tijd een vervanger te zoeken.

## Rolverdeling
- Sandra Bullock - Lucy Kelson
- Hugh Grant - George Wade
- Alicia Witt - June Carter
- Dana Ivey - Ruth Kelson
- Robert Klein - Larry Kelson
- Heather Burns - Meryl Brooks
- David Haig - Howard Wade
- Dorian Missick - Tony
- Donald Trump - als zichzelf
- Norah Jones - als zichzelf

## Prijzen en nominaties
- 2004 - ASCAP Award
  - Gewonnen: Beste lied ("Big Yellow Taxi")
- 2003 - Golden Trailer
  - Genomineerd: Beste romantische film
- 2003 - Teen Choice Award
  - Genomineerd: Beste actrice in een komedie (Sandra Bullock)